# Petr Fabian
Petr Fabian (* 5. února 1974, Vlašim) je český básník a fotograf.

## Životopis
Jeho debutová sbírka Dům mezi okny byla nominována na cenu Magnesia Litera v kategorii Objev roku. Od té doby oficiálně vydal další tři sbírky. Sestavil též internetovou antologii Vrh křídel. Připravil také několik svazků edice starší české poezie Zapomenuté světlo. Pro nakladatelství Dybbuk edičně připravil výbory z díla starších, pozapomenutých básníků Vladimíra Houdka, Jana Opolského, Irmy Geisslové či Františka Pečinky. Verše publikoval i v časopisech Literární noviny, Souvislosti, Aluze, Host do domu, Weles, A2 nebo Wagon. Autoři Panoramatu české literatury po roce 1989 shledali v jeho díle návaznost na Vladimíra Holana (ba holanovskou výlučnost) a Bohuslava Reynka. Za důležité téma jeho poezie označili krajinu. "Krajiny jsou pro Fabianovu tvorbu klíčovým motivem, inspirací i východiskem," uvedli.
Vystudoval Matematicko-fyzikální fakulty Univerzity Karlovy. Absolvoval roku 1997, v roce 2002 získal tamtéž doktorát. Pracuje v Ústavu fyziky atmosféry Akademie věd ČR v Praze. Žije v rodné Vlašimi.